# 蔡其矫
蔡其矫（1918年12月11日—2007年1月3日），男，福建晋江人，中国诗人，曾任福建省作家协会副主席、名誉主席，中国诗歌学会副会长。